# Cellorigo
Cellorigo ist ein Ort und eine Gemeinde (municipio) mit 10 Einwohnern (Stand: 2024) in der spanischen Region La Rioja.

## Lage
Cellorigo liegt am Südrand der Montes Obarenes in einer Höhe von ca. 780 m ü. d. M.; der zerklüftete Berg Peña Lengua überragt den Ort. Die Entfernung zur Kleinstadt Haro beträgt etwa 22 km (Fahrtstrecke) in südöstlicher Richtung; die Stadt Miranda de Ebro in der kastilischen Provinz Burgos ist nur etwa 12,5 km in nordöstlicher Richtung entfernt.

## Bevölkerungsentwicklung
| Jahr      | 1860 | 1900 | 1950 | 1970 | 2001 | 2010 |
| Einwohner | 223  | 205  | 109  | 57   | 21   | 13   |

Der Bevölkerungsrückgang setzte Ende des 19. Jahrhunderts mit der Reblauskrise im Weinbau ein und setzte sich im 20. Jahrhundert mit der zunehmenden Mechanisierung der Landwirtschaft fort. Der Ort könnte bald zu den verlassenen Dörfern (pueblos despoblados) gehören.

## Wirtschaft
In früheren Jahrhunderten lebten die Bewohner des Ortes weitgehend als Selbstversorger von den Erträgen ihrer Felder und Gärten. Die Gemeinde gehört zu den Weinbaudörfern der Region La Rioja. Seit der zweiten Hälfte des 20. Jahrhunderts spielt der Tourismus eine bedeutsame Rolle im Wirtschaftsleben der Gemeinde; einige Häuser sind als Ferienwohnungen zu vermieten.

## Geschichte
In den Jahren 882 und 883 fanden bei der damals schon existierenden Burg (castillo) von Cellorigo zwei historisch bedeutsame Schlachten zwischen christlichen und muslimischen Heeren statt. Im hohen Mittelalter wechselten die Burg und der sich langsam entwickelnde Ort mehrfach den Besitzer. Es wird sogar ein Kloster erwähnt, welches im Jahr 1049 dem Kloster San Millán de la Cogolla unterstellt wurde, aber bereits ca. 70 Jahre später (1117) an das Kloster Santa María la Real de Nájera – mithin also in die Einflusssphäre des Königreichs Navarra – geriet. Ende des 13. und im 14. Jahrhundert wurde der Landstrich wieder kastilisch. Mit der Gebietsreform des Jahres 1833 wurde der bis dahin zur kastilischen Provinz Burgos gehörende Ort der neugeschaffenen Provinz Logroño zugeschlagen, aus der im Jahr 1982 die Autonome Region La Rioja hervorging.

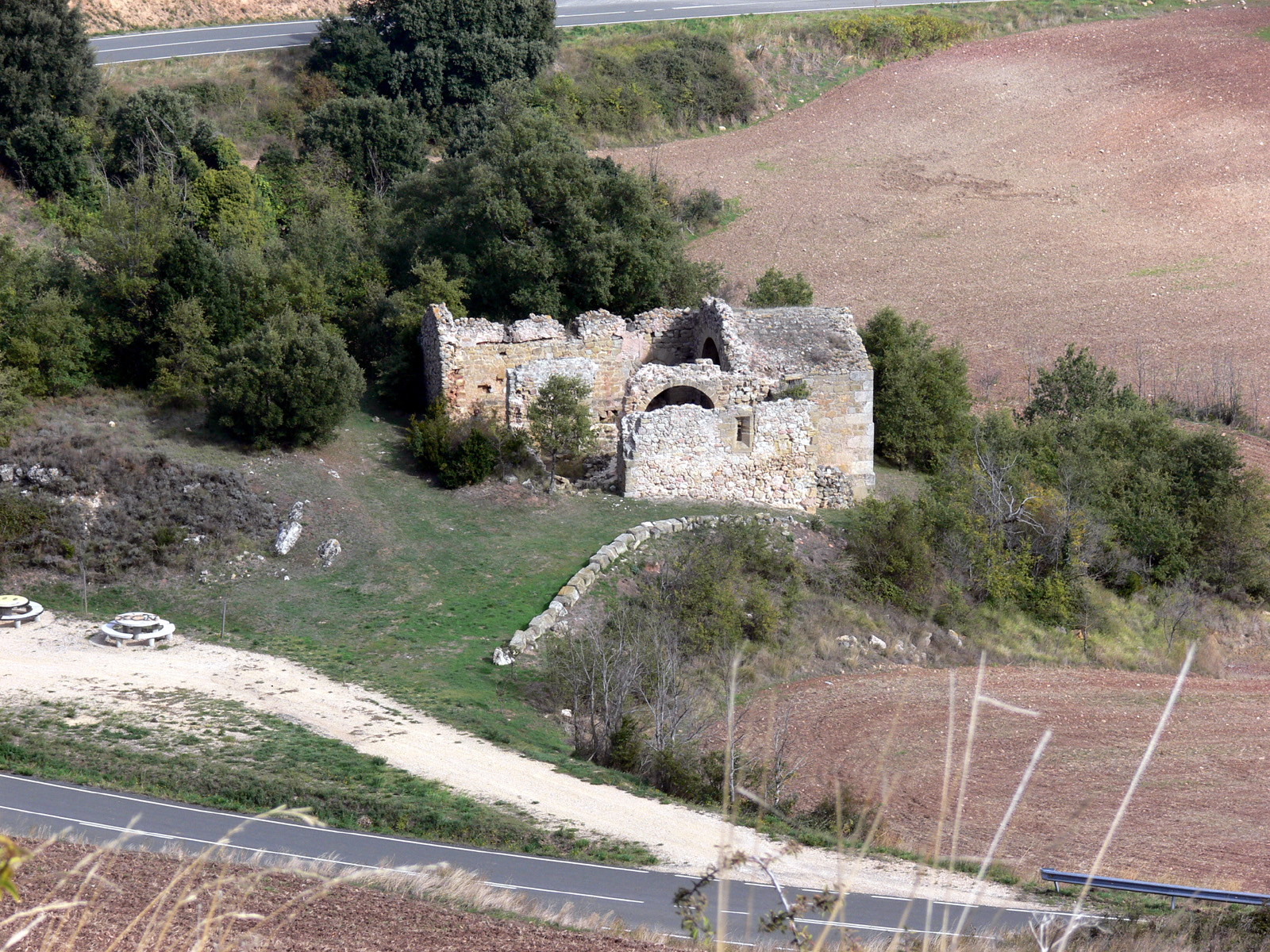
Ermita Santa María del Barrio

## Sehenswürdigkeiten
- Von der einst in der zerklüfteten Felslandschaft des 912 m hohen Peña Lengua versteckten Burg sind nur noch spärliche Reste erhalten.
- Die Pfarrkirche San Millán ist ein zweischiffiger Bau des 14. Jahrhunderts mit einer hübschen spätgotischen Fensterrose. Sakristei und Glockenturm wurden im 18. Jahrhundert hinzugefügt.
- Die Einsiedlerkirche Santa María del Barrio scheint auf das 10. Jahrhundert zurückzugehen. Sie verfiel ab dem 18. Jahrhundert und liegt heute in Ruinen.